# Грёбнер, Вильфрид
Вильфрид Грёбнер (нем. Wilfried Gröbner; род. 18 декабря 1949, Айленбург, Саксония-Анхальт) — немецкий футболист и тренер. Выступал за «Локомотив» из Лейпцига, олимпийский чемпион 1976 года в составе сборной ГДР.

## Карьера игрока

### Клубная карьера
Грёбнер играл на позиции защитника. Однако в период молодёжной карьеры в «Айленбурге» (1958—1967) он обычно играл в нападении. С 1964 по 1968 год он был игроком молодёжной сборной округа Лейпциг. В 16 лет он уже играл в первой команде «Айленбурга». 3 декабря 1967 года его продали в «Локомотив Лейпциг», с которым он играл в Оберлиге ГДР до 1980 года. Грёбнер сыграл свой первый матч в лиге в пятом туре сезона 1968/69, выйдя на позиции нападающего против «Шталь Риза» (1:1). В том сезоне «Локомотив» занял последнее место и вылетел из высшей лиги, но в следующем сезоне смог вернуться в элиту. Грёбнер забил три гола в матчах за повышение. В составе «Локомотива» он стал обладателем кубка ГДР в сезоне 1975/76 годов. Всего Грёбнер сыграл за клуб 230 матчей в чемпионате и забил 18 голов.

### Карьера в сборной
В октябре 1970 года он дебютировал на международной арене в составе молодёжной сборной ГДР. К ноябрю 1972 года его он сыграл за команду восемь матчей.
За основную сборную ГДР Грёбнер сыграл восемь матчей в период с 1976 по 1979 год (семь игр, по версии ФИФА). В своей единственной игре за сборную Б в апреле 1977 года он забил гол в ворота Румынии, соперники сыграли вничью 1:1.
В 1976 году Грёбнер принял участие в Олимпийских играх в Монреале и выиграл золотую медаль с олимпийской сборной ГДР. Грёбнер играл только в финале и на 69-й минуте был заменён на своего одноклубника Вольфрама Лёве. За эти заслуги он был награждён бронзовым орденом «За заслуги перед Отечеством».

## Карьера тренера и скаута
После окончания карьеры игрока Вильфрид Грёбнер стал тренером. С 1982 по 1988 год он работал в Немецком футбольном союзе ГДР, в том числе помощником тренера и младшим тренером. В сезоне 1988/89 он тренировал «Рот-Вайсс Эрфурт». С 1990 по июнь 1993 года Грёбнер был тренером «Ройтлинген 05».
С 15 ноября 2005 по 28 февраля 2006 года Грёбнер работал скаутом в «Вольфсбурге». В апреле 2007 года тренер Ганс Мэйер пригласил его на должность скаута в «Нюрнберг».